# Cristalul întunecat
Cristalul întunecat (titlu original: The Dark Crystal) este un film fantastic de aventuri, coproducție americano-britanică din 1982. Este regizat de  Jim Henson și Frank Oz și produs de Henson și Gary Kurtz. Rolurile principale au fost interpretate de actorii  Stephen Garlick, Lisa Maxwell și Billie Whitelaw. Filmul prezintă povestea lui Jen, un "Gelfling" asemănător elfilor, în căutare acestuia de a restabili echilibrul lumii sale extraterestre prin returnarea unui ciob pierdut de la o bijuterie puternică dar ruptă.

## Prezentare
Acum o mie de ani pe planeta Thra, un cristal magic a crăpat și două rase noi au apărut: cea a răuvoitorilor Skeksis, cei care folosesc puterea "Cristalului întunecat" ca să se alimenteze continuu pentru a trăi etern și un fel de vrăjitori denumiți Misticii.
Jen, un Gelfling asemănător elfilor, este luat de către Mistici după ce clanul său a fost ucis. Stăpânul său Mistic îi spune că trebuie să găsească ciobul de cristal care poate fi găsit doar în casa Aughrei. Dacă nu reușește să facă acest lucru înainte ca cei trei sori să se întâlnească, Skeksii vor domni pentru totdeauna asupra planetei. Împăratul Skeksii și Maestrul lui Jen mor simultan. Apare un duel între Skeksii Șambelan și General, ambii dorind tronul. Generalul devine noul Împărat și Șambelanul este exilat. Aflând de existența lui Jen, Skeksii trimit uriașe creaturi sub formă de crab  și numite Garthim ca să-l urmărească.
Jen ajunge la Aughra și este dus la casa ei, care conține un planetariu enorm pe care ea îl folosește pentru a prezice mișcările cerului. Jen descoperă ciobul de cristal cântând la un flaut care îl face să rezoneze. Aughra îi spune lui Jen când are loc viitoarea Marea Conjuncției atunci când cei trei sori se vor alinia, dar află puține despre conexiunea cu ciobul. Garthimii distrug casa Aughrei și o iau prizonieră în timp ce Jen fuge. Auzind chemările cristalului, Misticii își părăsesc valea pentru a merge spre castelul Skeksilor. Jen îi întâlnește pe Kira, un alt supraviețuitor Gelfling care poate comunica cu animalele și pe animalul ei Fizzgig. Ei descoperă că au o legătură telepatică, pe care Kira o numește "dreamfasting". Ei rămân pentru o noapte cu Podlingii, cei care au crescut-o pe Kira după moartea părinților ei. Cu toate acestea, creaturile Garthim atacă satul, dar Kira, Jen și Fizzgig fug atunci când Șambelanul împiedică una dintre creaturi să-i atace. Majoritatea Podlingi-lor sunt înrobiți.
Jen și Kira descoperă un oraș Gelfling în ruine. Găsind un obiect cu scrieri profetice, Jen descoperă că ciobul, parte a Cristalului, trebuie să fie reintrodus în acesta pentru a-i restabili integritatea cristalului. Șambelanul le spune celor doi, lui Jen și Kirei, că dorește să-i aducă la Skeksi pentru a face pace, dar nu au încredere și-l refuză. Mergând prin Landstriders, Gelflingii ajung la Castelul Cristalului, unde văd creaturile Garthim care au atacat satul Kirei. Kira și Jen încearcă fără succes să elibereze Podlingii capturați. Kira, Jen și Fizzgig se infiltrează în părțile inferioare ale Castelului. Șambelanul vorbește din nou cu ei și încearcă să-i convingă să facă pace; cu toate acestea, Șambelanul îl rănește pe Jen și o ia pe Kira în Castel. Generalul îi redă Șambelanului fosta sa poziție de conducere. La sugestia unui cercetător Skeksi, generalul decide să-și recapete tinerețea sa prin drenarea esenței de viață a Kirei, reamintindu-se că puterea sa permite unui împărat Skeksilor să-și mențină tinerețea pentru perioade mai lungi decât cea a Podlingi-lor pe care a fost forțat să se bazeze de la genocidul Gelfling-ilor. Aughra îi spune Kirei să cheme animalele închise în laborator. Acestea se eliberează din cuștile lor și cercetătorul Skeksis este ucis, simultan cu dispariția omologului său Mistic.
Cei trei sori încep să se alinieze și cei doi Gelflingi se întrunesc din nou în Camera Cristalului. Skeksii sosesc pentru a se pregăti pentru nemurirea pe care o vor obține în timpul conjuncției dacă Cristalul nu este refăcut. Jen este prins și scapă ciobul, dar Kira se aruncă după el și este înjunghiată de moarte de către Marele Preot Skeksis. Jen introduce ciobul în Cristal, unificându-l în timp ce Misticii intră în cameră și palatul întunecat începe să se transforme într-un castel de cristal strălucitor. În timp ce Aughra, Jen și Fizzgig îi urmăresc, Mistici și Skeksii se transformă în înalte ființe strălucitoare cunoscute sub numele de UrSkeki. Unul dintre aceștia spune că "suntem din nou unul" și îi spune lui Jen despre istoria lor și o reînvie pe Kira. După ce lasă Cristalul celor doi Gelflingi pentru "a face lumea [lor] în lumina sa,"  UrSkeki se îndepărtează, ținutul este arătat ca fiind întinerit iar Castelul este transformat într-un palat de cristal.

## Distribuție

Un Skeksis

- Jim Henson - Jen
Kiran Shah - corpul lui Jen
Stephen Garlick - vocea lui Jen
- Kathryn Mullen - Kira
Kiran Shah - corpul lui Kira
Lisa Maxwell - vocea lui Kira
- Frank Oz - Aughra
Kiran Shah - corpul lui Aughra
Billie Whitelaw - vocea lui Aughra
Mike Edmonds - additional performer
- Dave Goelz - Fizzgig
Percy Edwards - vocea lui Fizzgig
- Frank Oz - SkekSil/The Chamberlain
Barry Dennen - vocea lui SkekSil/The Chamberlain
- Dave Goelz - SkekUng/The Garthim Master
Michael Kilgarriff - vocea lui SkekUng/The Garthim Master
- Jim Henson - SkekZok/The Ritual Master
Jerry Nelson - vocea lui SkekZok/The Ritual Master
- Jim Henson - SkekSo/The Emperor
Jerry Nelson - vocea lui SkekSo/The Emperor
- Louise Gold - SkekAyuk/The Gourmand
Thick Wilson - vocea lui SkekAyuk/The Gourmand
- Brian Muehl - SkekEkt/The Ornamentalist
- Bob Payne - SkekOk/The Scroll Keeper
John Baddeley - vocea lui SkekOk/The Scroll Keeper
- Mike Quinn - SkekNa/The Slave Master
David Buck - vocea lui SkekNa/The Slave Master
- Tim Rose - SkekShod/The Treasurer
Charles Collingwood - vocea lui SkekShod/The Treasurer
- Steve Whitmire - SkekTek/The Scientist
- Brian Muehl - UrSu/The Master
- Brian Muehl - UrZah/The Ritual Guardian
Sean Barrett - vocea lui UrZah/The Ritual Guardian
- Jean Pierre Amiel - UrUtt/The Weaver
- Hugh Spight - UrAmaj/The Cook
- Robbie Barnett - UrYod/The Numerologist
- Swee Lim - UrNol/The Hunter
- Simon Williamson - UrSol/The Chanter
- Hus Levant - UrAc/The Scribe
- Toby Philpott - UrTih/The Alchemist
- Dave Greenaway și Richard Slaughter - UrIm/The Healer
- Hugh Spight, Swee Lim, și Robbie Barnett - the Landstriders
- Miki Iveria, Patrick Monckton, Sue Weatherby, și Barry Dennen - the voices of the Podlings
- Joseph O'Conor - Naratorul și UngIm

## Primire

### Premii
- Nominalizare Cele Mai Bune Efecte Vizuale - BAFTA (Roy Field, Brian Smithies, Ian Wingrove)
- Câștigător Cel Mai Bun Film Fantastic - Premiul Saturn (Jim Henson, Gary Kurtz)
- Nominalizare Cele Mai Bune Efecte Speciale - Premiul Saturn (Roy Field, Brian Smithies)
- Câștigător Marele Premiu - Festivalul Internațional de Film Fantastic de la Avoriaz din 1983 (Jim Henson, Frank Oz)[1]
- Nominalizare Cea Mai Bună Prezentare Dramatică - Premiul Hugo (Jim Henson, Frank Oz, Gary Kurtz, David Odell)

## Vezi și
- Cristalul întunecat: Epoca rezistenței